# Hinata Miyazawa
Hinata Miyazawa (ur. 28 listopada 1999 w Minamiashigarze) – japońska piłkarka, występująca na pozycji napastniczki w angielskim klubie Manchester United oraz w reprezentacji Japonii. Uczestniczka Mistrzostw Świata 2023 oraz królowa strzelczyń tych rozgrywek.

## Statystyki

### Klubowe
Na podstawie:
| Klub                         | Sezonów | Liga                 | Liga  | Liga   | Puchar krajowy | Puchar krajowy | Kontynentalne | Kontynentalne | Suma  | Suma   |
| Klub                         | Sezonów | Liga                 | Mecze | Bramki | Mecze          | Bramki         | Mecze         | Bramki        | Mecze | Bramki |
| ---------------------------- | ------- | -------------------- | ----- | ------ | -------------- | -------------- | ------------- | ------------- | ----- | ------ |
| Nippon TV Tokyo Verdy Beleza | 3       | Nadeshiko League     | 53    | 13     | 0              | 0              | –             | –             | 53    | 13     |
| MyNavi Sendai                | 2       | WE League            | 40    | 16     | 5              | 0              | –             | –             | 45    | 16     |
| Manchester United            | 1       | Women’s Super League | 8     | 1      | 1              | 0              | 2             | 0             | 11    | 1      |
|                              | Łącznie | Łącznie              | 101   | 30     | 6              | 0              | 2             | 0             | 109   | 30     |

### Reprezentacyjne
Na podstawie:
| Gole w reprezentacji | Gole w reprezentacji | Gole w reprezentacji | Gole w reprezentacji | Gole w reprezentacji | Gole w reprezentacji | Gole w reprezentacji | Gole w reprezentacji | Gole w reprezentacji    |
| Lp.                  | Data                 | Miasto               | Przeciwnik           | Wynik                | Czas                 | Gole                 | Inne                 | Rozgrywki               |
| -------------------- | -------------------- | -------------------- | -------------------- | -------------------- | -------------------- | -------------------- | -------------------- | ----------------------- |
| 1.                   | 30.01.2022           | Navi Mumbai          | Tajlandia            | 7:0 (2:0)            | 1'–69'               | 45+2'                |                      | Puchar Azji 2022        |
| 2.                   | 24.06.2022           | Stara Pazova         | Serbia               | 5:0 (1:0)            | 60'–90'              | 76'                  | asysta               | mecz towarzyski         |
| 3.                   | 25.09.2022           | Kashima              | Korea Południowa     | 2:1 (1:0)            | 1'–90'               | 33'                  |                      | Puchar EAFF 2022        |
| 4.                   | 22.07.2023           | Hamilton             | Zambia               | 5:0 (1:0)            | 1'–90'               | 43', 62'             |                      | Mistrzostwa Świata 2023 |
| 5.                   | 31.07.2023           | Wellington           | Hiszpania            | 4:0 (3:0)            | 45'–90'              | 12', 40'             | asysta               | Mistrzostwa Świata 2023 |
| 6.                   | 05.08.2023           | Wellington           | Norwegia             | 3:1 (1:1)            | 1'–90'               | 81'                  |                      | Mistrzostwa Świata 2023 |
| 7.                   | 09.10.2022           | Nagano               | Nowa Zelandia        | 2:0 (1:0)            | 1'–90'               | 44'                  |                      | mecz towarzyski         |

## Sukcesy
Na podstawie:

### Reprezentacyjne
Indywidualne:
- Królowa Strzelczyń MŚ 2023